# Aero L-39MS Albatros
Aero L-39MS Albatros je vojenský dvoumístný proudový cvičný a lehký bojový letoun, který je novou konstrukcí vyvinutou leteckým výrobcem Aero Vodochody na základě jeho úspěšného typu Aero L-39 Albatros. Mezi jeho hlavní odlišnosti od starších verzí patří zesílený trup, delší a ostřejší příď, modernizovaný kokpit a nový výkonnější dvouproudový motor. Výroba typu L-39MS probíhala v letech 1986–1996 a dala (včetně 5 prototypů) celkem 71 strojů. Hlavní verze L-39MS bylo pro Československé letectvo vyrobeno pouze šest kusů, které si po rozpadu federace Česko a Slovensko rozdělily v poměru 4:2. Vyřazené stroje byly později prodány do USA civilním uživatelům. Exportní verzi letounu Aero L-59 Super Albatros, které se vyrobilo celkem 60 kusů, zakoupila letectva Egypta a Tuniska.

## Vývoj
Vývoj rozsáhle modernizované verze cvičného letounu L-39 byl zahájen počátkem 80. let 20. století. Velmi úspěšný typ L-39, vyvinutý pro výcvik pilotů pro proudové letouny třetí generace (MiG-21, MiG-23), v té době dosáhl svých limitů. Letoun technicky odpovídal době svého vzniku v 60. letech 20. století, přičemž do výzbroje letectev jeho uživatelů od konce 70. let vstupovaly o generaci novější bojové letouny (MiG-29, Su-27), mající velmi odlišné letové vlastnosti a vybavení (analogové přístroje nahradily digitální, v kokpitech byly instalovány průhledové displeje HUD). Modernizace navíc měla vést ke snížení provozních nákladů spolu se zvýšením bezpečnosti provozu a spolehlivosti letounu (problémy vykazovaly zejména s motory Ivčenko Al-25TL).

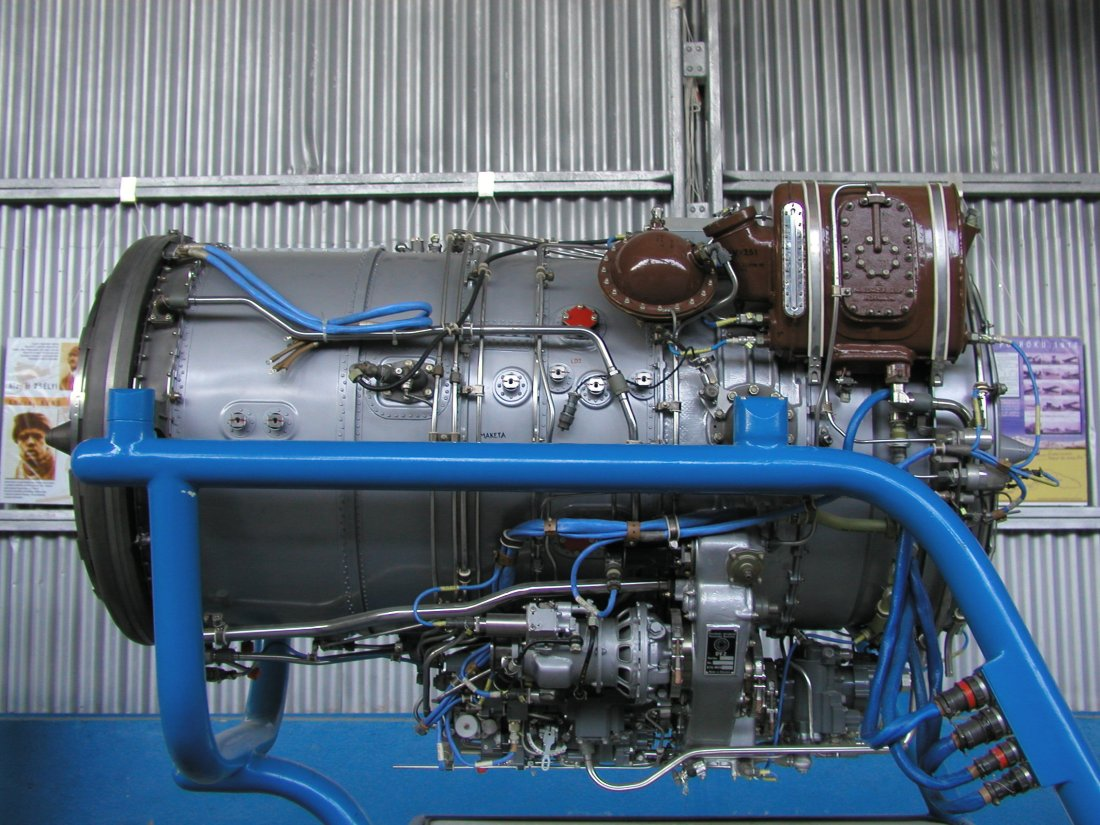
Dvouproudový motor DV-2

Konstrukční práce zpočátku vedl Jan Vlček, ale po jeho smrti roku 1984 převzal vedení vývoje L-39MS Vlastimil Havelka. Nejprve dostal stroj označení L-39M (Modernizace), ale když se rozhodlo, že bude nejen cvičným, ale i lehkým bojovým letounem, změnilo se jeho označení na L-39MS (Modernizace Super). Úpravy původního typu však dosahovaly takového rozsahu, že se jednalo o prakticky nový letoun. Nejzásadnější změnou se stala náhrada problémového sovětského motoru Al-25TL za dvouproudový motor Lotarev DV-2 o tahu 21,58 kN, vyráběný v licenci podnikem ZVL Považská Bystrica. Dále letoun disponoval pomocnou startovací jednotkou Safír 5M. Pro potřeby zástavby do L-39MS však prošel motor rozsáhlými úpravami. Na nich spolupracovala konstrukční kancelář ZMKB Ivčenko-Progress a československý výrobce ZVL Považská Bystrica, který ale neměl zkušenosti s výrobou proudových motorů, neboť do té doby vyráběl spíše motocykly a drobnou zemědělskou techniku. ZVL tak měla obrovské problémy s termíny a kvalitou výroby.
Upravena a zpevněna byla rovněž konstrukce draku letounu. Modifikace se dočkaly otvory pro přívod vzduchu do motoru, zvětšila se svislá ocasní plocha, křidélka a ocasní plochy nově disponovaly hydraulickými posilovači. Křídlo prošlo celkovým zesílením, přičemž objem palivových nádrží na jeho koncích se zvětšil ze 100 l na 230 l. Stroj získal palivový akumulátor o objemu 15 litrů pro cca 10 s letu na zádech a pět gumových nádrží v trupu s celkovým objemem 1 160 litrů. Kokpit letounu se mírně zvětšil, dostal nový jednodílný překryt (odklápěl se vzhůru) a digitální přístroje integrované do zcela nového palubního elektronického systému (PES). Oba pilotní prostory měly průhledové displeje (HUD) a jeden multifunkční zobrazovací displej (MFD). Posádka seděla na vystřelovacích sedačkách VS-2A, umožňujících záchranu i při nulové výšce a nulové rychlosti.

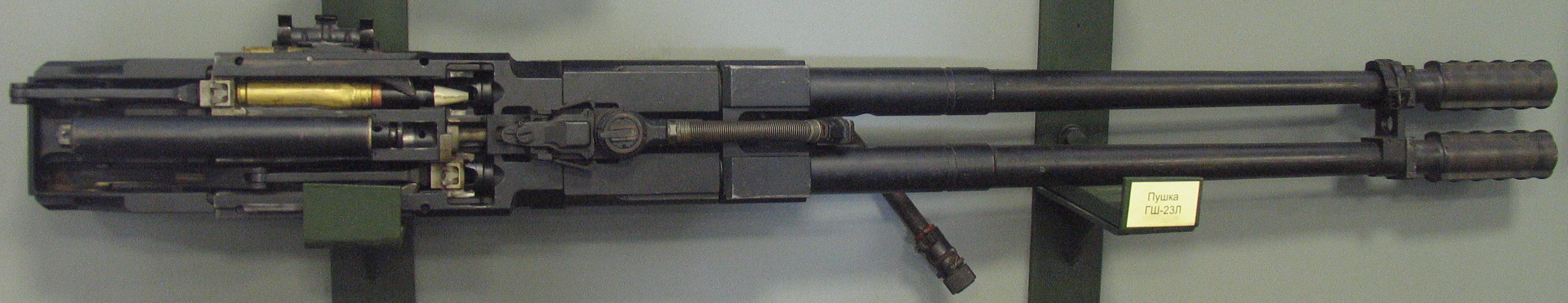
23mm kanón GŠ-23

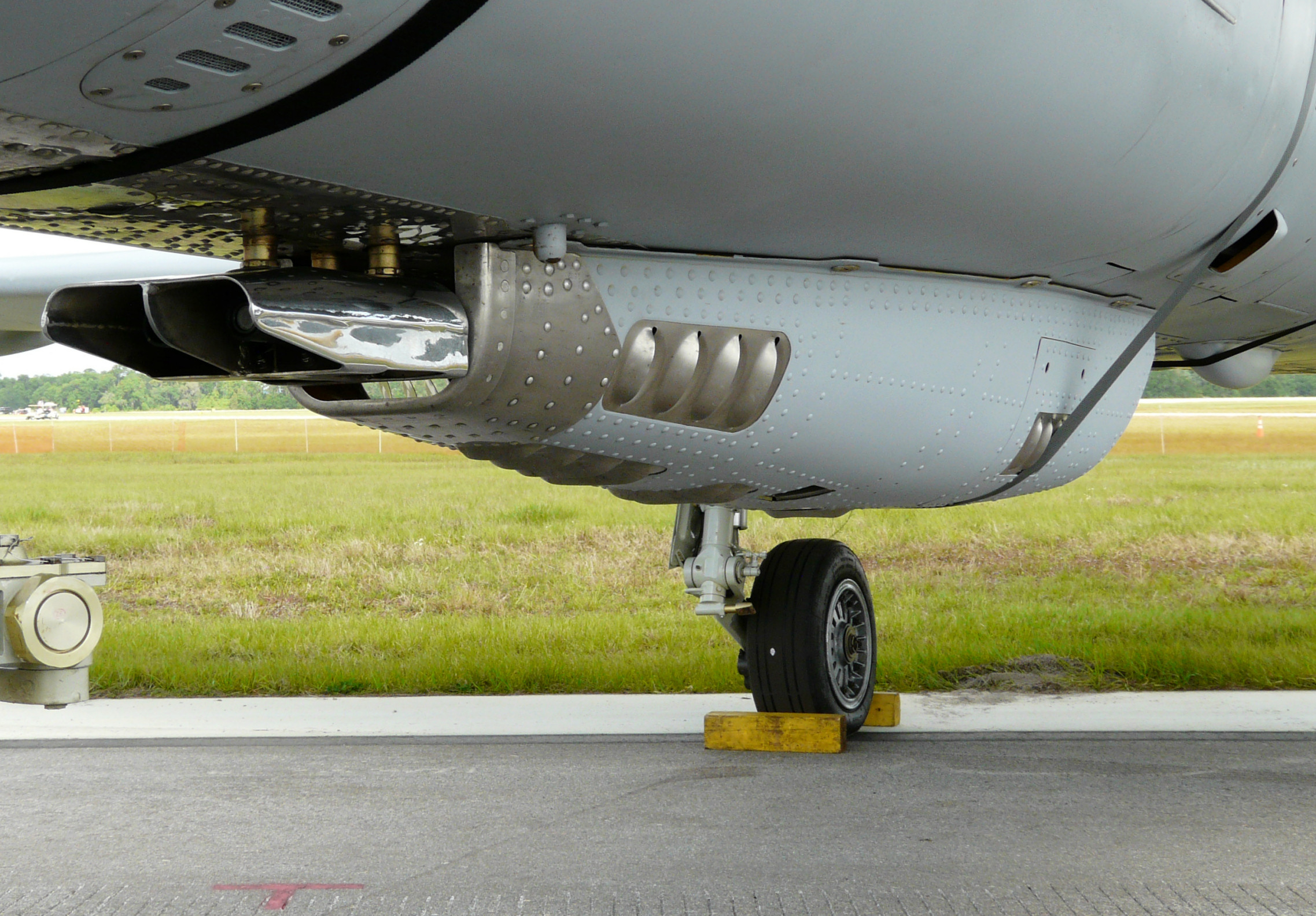
Instalace 23mm kanónu GŠ-23
u letounu typu L-39 neznámé verze

Pod kabinou letounu za přední podvozkovou nohou byla umístěna schránka pro dvouhlavňový rychlopalný kanón Grjazev-Šipunov GŠ-23 ráže 23 mm s kapacitou 150 nábojů a rychlostí střelby až 3 400 ran za minutu. Další výzbroj mohla být podvěšena na čtyřech podkřídelních závěsnících, přičemž vnitřní měly nosnost 500 kg a vnější 250 kg. Letoun mohl nést rovněž protiletadlové řízené střely R-3.
První let prvního prototypu X-21 (OK-184) se uskutečnil 30. září 1986. Tento letoun ještě poháněl původní motor AL-25Tl a měl bílo-modrošedou kamufláž. Dalšími letovými prototypy se staly letouny X-22, X-23 a X-24, které již měly motor DV-2. Prototyp X-23 sloužil ke statickým pozemním testům.
Přes značné zdržení, které způsobila zejména výroba motorů a vývoj palubního elektronického systému, začala na sklonku 80. let sériová výroba L-39MS. První sériový letoun vzlétl 1. října 1989, přičemž výrobce Aero Vodochody v té době počítal, že letouny ve velkém množství zakoupí především státy Varšavské smlouvy, a naváží tak na úspěchy L-39. Na přelomu 80. a 90. let však došlo ke zhroucení komunistických režimů ve střední a východní Evropě, rozpadu SSSR a zániku Varšavské smlouvy. Možní zájemci o letoun se dostali do ekonomické krize a výrobci se navíc rozpadl dodavatelský řetězec. V nových podmínkách nebyl o nový typ zájem. Nakonec Aero vyrobilo pouze šest sériových letadel L-39MS, které v letech 1990–1992 převzalo československé letectvo.
V 90. letech se sériové L-39MS představily na řadě aerosalonů a leteckých dnů, přičemž nesly exportní označení L-59. Podařilo se tak získat alespoň dva zahraniční uživatele – Egypt a Tunisko, kteří odebrali 48 letounů L-59E a 12 letounů L-59T. Exportní stroje se lišily především instalací elektroniky firem AlliedSignal, Litton a průhledových displejů Flight Visions. Jeden letoun L-59T byl roku 1996 představen na mezinárodním aerosalonu ve Farnborough.
Marketingovou akcí na podporu prodeje L-59 se stalo též testování jednoho stroje L-59 (0101) a prototypu L-139 (5501) na jihoafrické základně Overberg. Oba letouny nejprve s doprovodem transportního letounu An-26 českého letectva provedly pětidenní přelet do JAR. Na testovací základně Overberg (Overberg toets baan) pak za čtyři týdny provedly přes 80 letů. Následovala propagační cesta na trase Windhoek (Namibie), Gaborone (Botswana), Harare (Zimbabwe), Lusaka (Zambie), Dar-Es-Salam (Tanzanie), Nairobi (Keňa), Addis Abeba (Etiopie) a Asmara (Eritrea). Na všech zastávkách proběhly prezentace letouny zástupcům tamních ozbrojených sil. Pouze prezentace ve Rwandě a Ugandě byly zrušeny. Během cesty obě letadla urazila celkem 23 760 km.
Aero Vodochody provedlo v letech 2003–2006 generální opravu šesti L-59T a roku 2007 prošly generálkou poslední tři L-59T (generální oprava se provádí po určitém množství letových hodin či let provozu, podle toho, která hodnota je dosažena dříve). Opravou tedy prošlo všech devět tuniských L-59T, nacházejících se dosud ve službě. Roku 2013 získalo Aero Vodochody kontrakt na generální opravu šesti tuniských L-59T.

## Operační služba
Sériové letouny L-39MS (evidenční čísla 0001–0006) československé letectvo zařadilo do stavu 1. školního leteckého pluku (1. šlp) v Přerově. Po rozpadu federace získalo letouny 0002 a 0003 slovenské letectvo a zbylé čtyři stroje si ponechalo české letectvo. Nízký počet letadel, navíc rozdělených mezi dva státy, velmi komplikoval a prodražoval jejich provoz i údržbu. České stroje L-39MS využíval „Display team“ – předváděcí jednotka letectva AČR existující v letech 1993–1996. Například v roce 1996 se tak L-39MS předváděl na čtyřech akcích. V roce 1996 však byl letoun 0001 neopravitelně poškozen při tvrdém přistání. O dva roky později (1998) se všechny české L-39MS soustředily u Leteckého zkušebního odboru Vzdušných sil AČR na letišti Praha-Kbely. Zbylé tři exempláře roku 1999 letectvo uskladnilo a roku 2001 je definitivně vyřadilo s následným odprodejem do USA (letouny 0004–0006 dostaly registrace – N104XX, N105XX a N106XX). Jejich novým majitelem se stala společnost Air USA Inc. Po rozpadu Východního bloku si letouny rodiny L-39/L-59 pořídily stovky civilních uživatelů, přičemž nejvíce z nich pocházelo právě z USA, kde bylo v roce 2005 registrováno na 200 Albatrosů.
Oba slovenské L-39MS byly roku 1999 dislokovány u 1. školní letky Výcvikového střediska letectva Vojenské letecké akademie M. R. Štefánika v Košicích. Po svém vyřazení se také prodaly do USA (letoun 0002 dostal registraci N9016N a letoun 0003 registraci N102XX).

## Uživatelé
Egypt
- Egyptské vojenské letectvo – v letech 1993-1994 dodáno 48 letounů.[19]

 Tunisko
- Tuniské letectvo – v letech 1995-1996 dodáno 12 letounů.[19]

## Havárie
- L-39MS (OK-182) – prototyp X-24 byl zcela zničen, když dne 11. září 1992 během továrních testů vyšší pilotáže při vysokých násobcích přetížení narazil do země u obce Sojovice. Příčinou nehody mohla být chvilková indispozice pilota. Posádku tvořili zkušební pilot Karel Pánek a technik Ing. Jiří Chvojka. Oba při nehodě zahynuli. Na místě nehody stojí pomník.[20]
- L-39MS (0001) – neopravitelně poškozen v prosinci 1996 při tvrdém přistání.[6] Trup letounu je používán jako učební pomůcka.[21]
- L-39MS (N104XX, ex 0004) – stroj vlastněný americkou společností Air USA Inc. havaroval 25. ledna 2006 ve 12:15 místního času při přistání na letišti Ketchikan International Airport na Aljašce.[6][22] Letoun přistával za sněžení a nízké oblačnosti. Během manévru se dostal příliš nízko, třikrát se dotkl hladiny moře, ztratil výkon motoru a havaroval na břehu, když spadl na obytný přívěs. Pilot letounu, voják americké námořní pěchoty ve výslužbě Stephen Freeman, se neúspěšně katapultoval a zahynul po nárazu svého vystřelovacího sedadla do stromu. Dalších osm osob na zemi bylo zraněno lehce.[22] Vyšetřující úřad National Transportation Safety Board označil za příčinu nehody pilotovu chybu spočívající v nedodržení přistávacích postupů. Letoun totiž během přiblížení na přistání letěl příliš nízko, takže se dostal do kontaktu s mořem, což způsobilo poškození jeho motoru a následnou havárii.[23]

## Varianty
- L-39MS – Základní verze vyrobená v počtu šesti exemplářů. Po rozpadu Československa získalo čtyři Česko a dva Slovensko. Po vyřazení byly tři české a dva slovenské stroje prodány do USA.[6]
- L-59E Super Albatros – Exportní verze pro Egyptské letectvo postavená v počtu 48 kusů.
- L-59T Super Albatros – Exportní verze pro Tuniské letectvo postavená v počtu 12 kusů.[6] Dodány v letech 1995–1996.[9] Jejich místní označení je Fennec.[3]

## Specifikace (L-59)
Letoun vykazoval tyto parametry:

### Technické údaje
- Posádka: 2
- Užitečný náklad: ? kg
- Rozpětí: 9,34 m
- Délka: 12,2 m
- Výška: 4,78 m
- Nosná plocha: 18 m²
- Plošné zatížení: ? kg/m²
- Prázdná hmotnost: 4 030 kg
- Vzletová hmotnost : 7 000 kg
- Pohonná jednotka: 1× dvouproudový motor Lotarev DV-2
- Výkon pohonné jednotky: 21,58 kN

### Výkony
- Maximální rychlost: 870 km/h
- Dolet: 1000 km
- Dostup: 12 200 m

### Výzbroj
- 1× kanón Grjazev-Šipunov GŠ-23 ráže 23 mm
- 1 500 kg výzbroje na čtyřech podkřídelních závěsnících